# بروس سيويل
بروس سيويل (بالإنجليزية: Bruce Sewell)‏ هو محامي أمريكي، ولد في 1957 في الولايات المتحدة.